# Scoriadopsis miconiae
Scoriadopsis miconiae är en svampart som beskrevs av J.M. Mend. 1930. Scoriadopsis miconiae ingår i släktet Scoriadopsis och familjen Capnodiaceae.   Inga underarter finns listade i Catalogue of Life.